# Josephus Nicolaus Laurenti
Josephus Nicolaus Laurenti (ur. 4 grudnia 1735 w Wiedniu, zm. 17 lutego 1805 tamże) – austriacki naturalista pochodzenia włoskiego.
Laurenti uważany jest za autora opisu naukowego gadów (klasa Reptilia), który zawarł w Specimen Medicum, Exhibens Synopsin Reptilium Emendatam cum Experimentis circa Venena (1768) opisującego funkcję jadu gadów i płazów. Była to ważna pozycja herpetologiczna, definiująca trzydzieści rodzajów gadów. Systema Naturae Linneusza z 1758 r. opisywała jedynie dziesięć. W 1768 roku Laurenti wydał także włoski manuskrypt zatytułowany Il Dragone (pol.: Smok), opisujący ślepego płaza: odmieńca jaskiniowego (Proteus anguinus), zebranego rzekomo w jaskini w Słowenii (lub w zachodniej Chorwacji); opis ten reprezentuje jeden z pierwszych opublikowanych notowań zwierzęcia jaskiniowego w świecie zachodnim.